# Estêvão Gomes

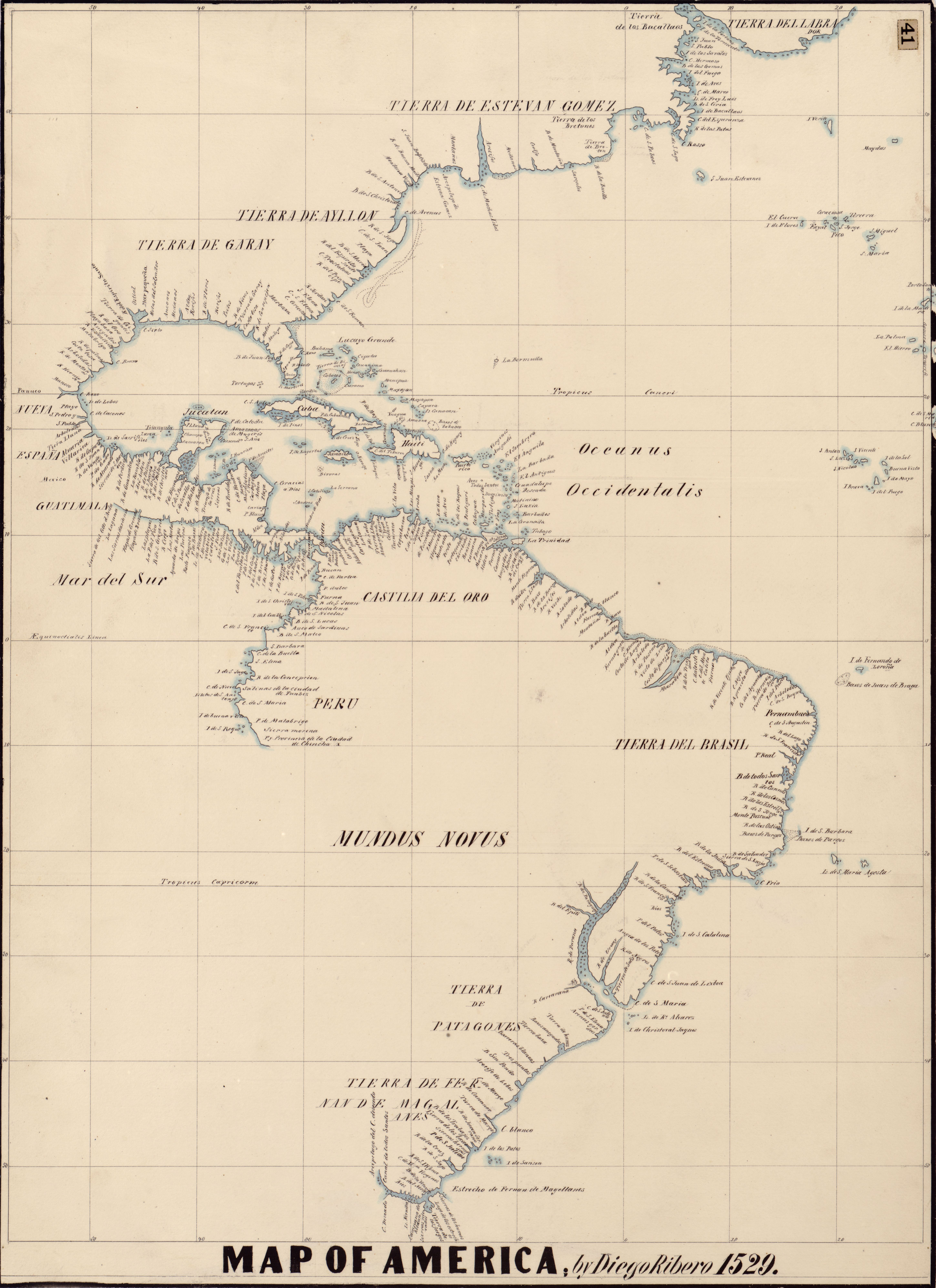
Mapa pobřeží severní Ameriky z roku 1529 vytvořená na podkladech Estevama Gomese

Estêvão Gomes, též Estevam Gomes, Esteban či Estevan Gomez (1483 Porto, Portugalsko – 1538 na řece Paraguay, Paraguay), byl portugalský kartograf a mořeplavec ve službách Španělska a jeho krále Karla V. V roce 1519 se plavil ve flotile Fernão de Magalhãese na cestě kolem světa. Z výpravy však dezertoval s lodí San Antonio před dosažením Magalhãesova průlivu a vrátil se do Sevilly v květnu 1521, kde byl za útěk z výpravy uvězněn. Když se ale do Španělska vrátila jediná loď z úspěšné cesty kolem světa pod velením Juana Sebastiána Cana a popsala strašlivé zkušenosti z počátku plavby, byla Gomezovi udělena milost a z vězení byl propuštěn.
V roce 1524 se vydal hledat cestu do Asie mezi Floridou a Novým Foundlandem. Prozkoumal provincii Nové Skotsko a vystoupil na břeh v místech, kde se dnes nachází město New York, dále zmapoval ústí řeky Hudson a Delaware, nakonec doplul k Floridě v srpnu 1525. Jeho zásluhou již v roce 1529 bylo zmapováno východní pobřeží severní Ameriky. V roce 1535 se připojil k expedici Pedro de Mendozy k Rio de la Plata. Během této expedice byl zabit při plavbě na řece Paraguay domorodci.